# Mary Agard Pocock
Mary Agard Pocock (Rondebosch, 1886 – Grahamstad, 20 juli 1977) was een Zuid-Afrikaans botanica.

## Levensloop
Pocock behaalde een diploma aan de Universiteit van Londen in 1908, waarna zij naar Zuid-Afrika terugkeerde. In 1917 zette zij haar studie voort aan de Universiteit van Cambridge, maar omdat Cambridge op dat ogenblik nog geen doctorsgraad aan vrouwen toekende, zette ze het werk aan haar dissertatie opnieuw voort aan de Universiteit van Londen. Later werkte Pocock hoofdzakelijk in Zuid-Afrika, maar ook lange tijd in de V.S., aan de bestudering van zeewier. Samen met Afrikaniste Dorothy Blik trok Pocock van april tot oktober 1925 in het droge seizoen door Noord-Rhodesië (het huidige Zambia) en door Angola. Zij verzamelden ongeveer duizend specimens van de lokale vegetatie, waaronder, zoals in de loop van verder onderzoek werd vastgesteld, 12 soorten die tot dan toe onbekend waren.

## Werk
- Mary Agard Pocock (1960). 'Hydrodictyon: A Comparative Biological Study'. Journal of South African botany[1]
- Mary Agard Pocock & Harvey (1968). 'Harvey's Nereis Australis'. Taxon 17: 725-725
- Mary Agard Pocock (1969). Volvox in South Africa[2]
- Mary Agard Pocock. Volvox and associated algae from Kimberley[3]